# Stelletta toxiastra
Stelletta toxiastra är en svampdjursart som beskrevs av Claude Lévi 1993. Stelletta toxiastra ingår i släktet Stelletta och familjen Ancorinidae.
Artens utbredningsområde är Nya Kaledonien. Inga underarter finns listade i Catalogue of Life.